# Syndrome de Warkany
Trisomie 8
 Mise en garde médicale
Le syndrome de Warkany ou trisomie 8 est une maladie chromosomique congénitale provoquée par la présence d'un chromosome surnuméraire pour la 8e paire.
Les personnes atteintes de trisomie 8 mosaïque peuvent vivre comme les personnes atteintes de trisomie 21 notamment complète, les symptômes et les anomalies physiques étant sensiblement les mêmes,, alors que les fœtus atteints de trisomie 8 complète arrivent très rarement à terme et décèdent in utero ou, dans presque tous les cas restants, très peu après la naissance. Quelques-uns, de façon exceptionnelle, sont plus viables et ont des symptômes identiques aux cas de mosaïque.
La prévalence chez les hommes est plus élevée.
Le retard mental des personnes avec trisomie 8 qui survivent est souvent plus profond que dans la trisomie 21 (la plus viable) et accompagné de troubles du comportement, mais souvent plutôt modéré (QI de 50-75). Le déficit est généralement plus marqué dans le domaine du langage. Cependant, certains sujets ont un niveau intellectuel moyen. Y compris pour ceux qui ont un mosaïcisme, il n'y a pas de corrélation (au contraire de ce qui est observé dans d'autres trisomies) entre le pourcentage de cellules trisomiques et le développement intellectuel. Les prédispositions sont réelles à des maladies graves, mais, en l'absence de malformations sévères, la longévité peut ne pas être affectée. Certains sujets ont eu des enfants.
Comme pour la trisomie 21, la trisomie 18 ou la trisomie 13, le risque augmente avec l'âge maternel.